# Provincia di Eliodoro Camacho

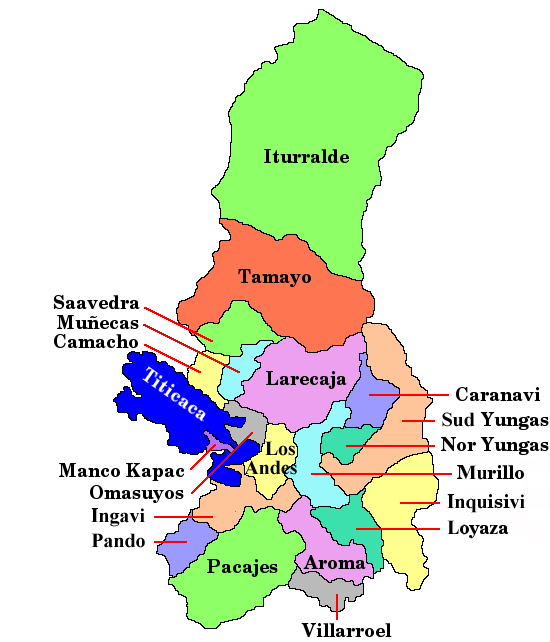
Dipartimento di La Paz

Eliodoro Camacho è una delle venti province della Bolivia, situata nella parte occidentale del dipartimento di La Paz.

## Geografia antropica

### Suddivisioni amministrative
La provincia è suddivisa in 3 comuni:
- Mocomoco
- Puerto Acosta
- Puerto Carabuco